# チャウドゥク県
チャウドゥク県（チャウドゥクけん、ベトナム語：Huyện Châu Đức / 縣週德?）は、ベトナム社会主義共和国バリア＝ヴンタウ省の県である。面積は422.6km²、人口は143,306人（2009年）である。

## 行政区画
以下の1市鎮15社から構成される。
- ガイザオ市鎮（Ngãi Giao / 義交）
- バウチン社（Bàu Chinh / 保政）
- ビンバー社（Bình Ba / 平巴）
- ビンザー社（Bình Giã / 平也）
- ビンチュン社（Bình Trung / 平中）
- クビ社（Cù Bị / 劬備）
- ダバク社（Đá Bạc / 多泊）
- キムロン社（Kim Long / 金龍）
- ランロン社（Láng Lớn / 廊𢀲）
- ギアタイン社（Nghĩa Thành / 義城）
- クアンタイン社（Quảng Thành / 廣城）
- ソンビン社（Sơn Bình / 山平）
- スオイゲー社（Suối Nghệ / 帥藝）
- スオイラオ社（Suối Rao / 帥饒）
- サバン社（Xà Bang / 杈邦）
- スアンソン社（Xuân Sơn / 春山）